# Гербін Борис Михайлович
Борис Михайлович Гербін (нар. 2 січня 1930; с. Нова Олександрівка) — діяч сільського господарства. Голова Великобурлуцького райвиконкому у 1975—1985 роках. Почесний громадянин Великобурлуцького району.

## Життєпис
Борис Гербін народився 2 січня 1930 року у селі Нова Олександрівка Великобурлуцького району. Працювати почав у 16 років в місцевій школі, а потім був на комсомольській та партійній роботах. У 1960 році очолив колгосп імені 50-річчя Жовтня, завдяки Гербіну колгосп став одним з передових у регіоні, були проведені суттєві зміни у виробничій та соціальній сферах. Під час головування Гербіна було побудовано Будинок культури, школа, два дитячих садка, магазин, двадцять житлових будинків, майстерні та тваринницький комплекс. Також деякі дороги в колгоспі були заасфальтовані і було проведено 6 км водогону.
З 1975 до 1985 року перебував на посаді голови Великобурлуцького райвиконкому. За його сприяння у Великому Бурлуку та селі Рублене будувалися житлові мікрорайони, у районі відкрилися поліклініка, універмаг, дитячий садок, автовокзал, сироробний завод, водосховище та декілька шкіл. За «високі показники в розвитку сільського господарства», Президія Верховної Ради СРСР указом від 24 грудня 1976 року нагородила голову райвиконкому орденом «Знак Пошани». 6 березня 1985 року на першій сесії райради 19-го скликання Бориса Гербіна знову обрали головою виконкому, але вже 12 листопада його звільнили з посади у зв'язку з «допущеними недоліками». Згідно зі спогадами колишнього першого секретаря Великобурлуцького районного комітету КПРС Миколи Терещенка, Борис Гербін фігурував у кримінальній справі щодо системної крадіжки грошей під виглядом виплати колгоспам ремонтних робіт на сирзаводі. Однак, Гербіну вдалося поїхати до Москви, де він за допомогою зв'язків свого земляка — штурмана громадської авіації Білоусова — зміг домогтися виведення себе зі справи. Одним з головних фігурантів став Микола Терещенко, який до того проходив у справі як свідок.
З 1987 року керував районним об'єднанням Агрохімія, яке за часи незалежності перетворилося на ТОВ «Агросервіс». Як відмічалося у книзі «500 влиятельных личностей», Гербіну вдалося на гірших у районі землях створити одне з найкращих сільгосп господарств. Однак, після того як Борис Гербін відійшов від справ, станом на 2008 рік, «Агросервіс» перестав бути передовим господарством.
Став одним з перших почесних громадян Великобурлуцького району рішенням районної ради від 18 грудня 1998 року «за особистий вагомий внесок у розвиток району в 1975—1985 роках». Краєзнавиця Клавдія Оковита характеризувала Гербіна як людину, «яка знає і любить землю».

## Нагороди
- два ордени «Знак Пошани» (один з них наданий у 1976 році)[1][7]
- орден Трудового Червоного Прапора[1]
- медаль «За трудову доблесть»[7]
- Заслужений працівник сільського господарства України[8]
- Почесна грамота Кабінету Міністрів України[9]
- Почесний громадянин Великобурлуцького району (18 грудня 1998)[10]